# Carlos João Rademaker
Carlos João Rademaker, mais conhecido por Carlos Rademaker (Lisboa, 1 de agosto de 1828 – Lisboa, 6 de junho de 1885) foi um sacerdote católico português, principal impulsionador da reintrodução em Portugal da Companhia de Jesus, decorrido quase um século após o seu banimento em 1759 por Sebastião José de Carvalho e Melo, o marquês de Pombal (não obstante uma efémera presença entre 1829 e 1833 a convite de D. Miguel I). Depois de uma campanha de décadas, com avanços e recuos vários, Carlos Rademaker conseguiu a 25 de Julho de 1880 a restauração da Província Portuguesa, já então com 120 membros e três Colégios.

## Biografia
Descendente de afamada família de origem neerlandesa estabelecida em Portugal desde o século XVII, Carlos João Rademaker foi filho do conselheiro José Basílio Rademaker (1789 - 1856), cavaleiro de Ordem de Cristo e ministro plenipotenciário do rei D. Miguel I de Portugal na corte de Turim,  e de sua mulher, Carlota João Verdier, filha de um industrial e businessman francês.
Carlos Rademaker ingressou Companhia de Jesus em 1846, em Itália. Após a sua formação, regressou a Portugal, tendo como missão tentar a restauração da Província Portuguesa da Companhia de Jesus, que se encontrava extinta desde a expulsão dos Jesuítas ordenada pelo marquês de Pombal em Setembro de 1759.
Depois de um arranque difícil, enfrentando a hostilidade declarada da vasta maioria do espectro político liberal, em 1858 conseguiu fundar o Colégio de Campolide, em Lisboa, adquirindo casas e obtendo a colaboração de mais dois jesuítas: um padre espanhol e o irmão leigo Martinho Rodrigues, sobrevivente da missão que entre 1829 e 1833 estivera em Portugal a convite de D. Miguel. A este núcleo inicial foram-se juntando outros jesuítas, vindos principalmente de Itália, com os quais se organizaram missões que foram percorrendo o país, em muitos casos enfrentando a hostilidade aberta das autoridades e da opinião pública liberal.
Apesar da hostilidade governamental, e principalmente graças à tenacidade de Rademaker, foi instalado um noviciado no lugar do Barro, perto de Torres Vedras, iniciando-se o recrutamento e formação em Portugal. Obtida alguma consolidação da presença jesuítica, em Setembro de 1863, foi oficialmente formada a Missão Portuguesa, tendo como superior o Francisco Xavier Fulconis, um padre italiano. Nesse mesmo ano, a Missão Portuguesa obteve o controlo do Orfanato de São Fiel, em Louriçal do Campo, concelho de Castelo Branco, que pouco depois foi transformado no Colégio de São Fiel, uma instituição que viria a obter larga projecção nacional, nomeadamente com a publicação da revista Brotéria.
Graças aos esforços de Carlos Rademaker, a 25 de Julho de 1880, por decreto do então Superior Geral da Companhia de Jesus, o Padre Geral Pieter Jean Beckx, a Missão Portuguesa foi restaurada como Província Portuguesa da Companhia de Jesus, contando então já nove comunidades, três colégios e 137 jesuítas.
Faleceu a 6 de Junho de 1885, deixando diversas obras publicadas, incluindo uma autobiografia. Existem múltiplas publicações sobre Rademaker.